# 星辰变 (游戏)
《星辰变》（英語：Legend of Immortal）是由中国游戏开发商盛大旗下工作室公司开发的二維横版网络游戏，根据著名网络小说《星辰变》改编，2011年11月18日游戏正式公测。

## 游戏历史
2008年星辰变为当时热门小说之一，盛大也是在这年开始打算开将星辰变开发成网游，星辰变的网游开发计划也成为盛大当年20计划的游戏之一。
游戏于2010年7月16日和2010年10月28日进行了了两次技术测试。次年3月18日游戏又进行了一次封测，2011年5月进行了开放性测试并在Rain演唱会上做宣传，最终于2011年9月29日公测。
2011年3月18日盛大宣布VinaGame获得星辰变在越南的代理权。
2011年5月5日盛大宣布遊戲新幹線获得星辰变在台湾的代理权，并于2012年2月9日公测。
2011年5月11日盛大宣布Neowiz Games获得星辰变在韩国的代理权。2012年11月韩国官方确定游戏名为，意思为“闹天记”；韩服将于12月进行最终测试并将免费在各大书店网站上连载原著小说同时这次最终测试只允许19岁以上的玩家参与。